# Shirley Goodman
Shirley Mae Goodman (* 19. Juni 1936 in New Orleans; † 5. Juli 2005 in Los Angeles) war eine US-amerikanische R&B-Sängerin, die sowohl in den 1950er als auch Mitte der 1970er Jahre international erfolgreich war. Ihren größten Hit hatte sie als Shirley & Company mit dem von Sylvia Robinson geschriebenen Discosong Shame, Shame, Shame (Shame on You).

## Werdegang

### Shirley & Lee
Shirley Goodmans Karriere begann zusammen mit ihrem Schulfreund Leonard Lee (* 29. Juni 1936; † 23. Oktober 1976) im Gesangsduo Shirley & Lee. Bereits ihre Debütsingle I’m Gone auf Aladdin Records erreichte 1952 den 2. Platz in den Billboard R&B-Charts. Geschrieben und produziert wurde der Titel, der später großen Einfluss auf die Entwicklung des jamaikanischen Ska und Reggae hatte, von Dave Bartholomew. Als Musiker waren Bartholomews Band mit dem Pianisten Allen Toussaint, dem Bassisten Frank Fields, Earl Palmer am Schlagzeug, sowie die Saxophonisten Lee Allen, Alvin Tyler und Herb Hardesty an der Aufnahme beteiligt.
Mitte der 1950er-Jahre wechselten sie ihren Musikstil. Der von Leonard Lee geschriebene Rock-’n’-Roll-Titel Let the Good Times Roll platzierte sich 1956 auf Platz 20 in den Billboard Hot 100. Auch die nächste Single I Feel Good kam in die Top-40 der Pop-Single-Charts. 1962 trennte sich das Duo. Leonard Lee nahm danach einige wenig erfolgreiche Soloplatten auf.

### Sessionsängerin
Mitte der 1960er-Jahre ging Shirley Goodman nach Kalifornien. Als Sessionsängerin wirkte sie bei Aufnahmen von Dr. Johns 1968er-Album Gris-Gris (zum Beispiel I Walk on Gilded Splinters), Sonny & Cher und Jackie DeShannon mit. Auf dem Rolling-Stones-Titel Let It Loose (auf dem Album Exile on Main Street, 1972) ist sie als Backgroundsängerin zu hören.

### Shirley & Company
Ende 1974 bekam sie von der Sängerin, Produzentin und Plattenlabel-Inhaberin Sylvia Robinson das Angebot, die Leadvocals auf dem von ihr geschriebenen Discotitel Shame, Shame, Shame zu singen. Den männlichen Gesangspart übernahm Jesus Alvarez, der Instrumentaltrack wurde von den Studiomusikern Walter Morris (Gitarre), Bernadette Randle (Keyboards), Seldon Powell (Saxofon), Jonathan Williams (Bass) und Clarence Oliver (Schlagzeug) eingespielt. Die als Shirley & Company auf Vibration (All Platinum) veröffentlichte Single entwickelte sich Anfang 1975 zu einem der ersten weltweiten Discohits und erreichte in den Billboard-Charts Platz 12, in Großbritannien Platz 6 und stand in Deutschland drei Wochen lang auf der Spitzenposition. Die Nachfolgesingles Disco Shirley und Cry Cry Cry waren weit weniger erfolgreich, und Shirley Goodman zog sich wenig später ganz aus dem Musikgeschäft zurück. 
Shirley Goodman starb am 5. Juli 2005 in Los Angeles.

## Diskografie (Auswahl)

### Shirley & Lee
Alben
- Let the Good Times Roll (Aladdin 807, 1956)
- Let the Good Times Roll (Imperial 9179, 1962)
- The Legendary Masters Series, Vol. 1 (United Artists UA-LA069-H2, 1973, Capitol/EMI 1990)
- The Best of Shirley & Lee (Ace 1982)
- The Sweethearts of the Blues (4 CD-Boxset, Bear Family, 2000)

Singles
- I'm Gone / Sweethearts (Aladdin 3153, 1952)
- Shirley Come Back to Me / Baby (Aladdin 3173, 1953)
- Shirley's Back / So in Love (Aladdin 3192, 1953)
- Feel So Good / You'd Be Thinking of Me (Aladdin 3289, 1955)
- Let the Good Times Roll / Do You Mean to Hurt Me So (Aladdin 3325, 1956)
- I Feel Good / Now That It's Over (Aladdin 3338, 1956)
- When I Saw You / That's What I Wanna Do (Aladdin 3362, 1957)

### Shirley & Company
Alben
- Shame, Shame, Shame (Vibration 1975)

Singles
- Shame, Shame, Shame / More "Shame" (Vibration 532, 1975)
- Cry Cry Cry / Cry Cry Cry (Instrumental) (Vibration 535, 1975)
- Disco Shirley / Keep On Rolling On (Vibration 539, 1975)°
- I Like to Dance / Jim Doc Kay (Vibration 542, 1976)

° in Europa teilweise mit anderen B-Seiten
In Deutschland und anderen europäischen Ländern wurden die Schallplatten von Shirley & Company auf Philips vertrieben.